# The Rolling Stones, Now!
《The Rolling Stones, Now!》는 초기 런던 레코드가 1965년 2월에 발매한 롤링 스톤스의 세 번째 미국의 스튜디오 음반이다. 이전에 발매되지 않은 두 곡과 다른 버전이 수록되어 있지만, 이 음반은 대부분 영국에서 앞서 발매된 곡들과, 이 그룹의 최근 싱글인 〈What a Shame〉으로 뒷받침된 〈Heart of Stone〉으로 구성되어 있다. 믹 재거와 키스 리처즈는 음반에 수록된 네 곡(미국 싱글 포함)을 작곡했으며, 이 곡의 밸런스는 미국의 리듬 앤 블루스와 로큰롤 아티스트가 작곡했다.
이 음반은 빌보드 200 음반 차트에서 4위에 올랐으며 미국 음반 산업 협회에서 "골드" 인증을 받았다. 초기 압력에 관한 라이너 노트에는 음반 구매 대중에게 보내는 앤드류 루그 올덤의 조언이 포함되어 있었는데, 이 조언은 이후 일부 압력에 의해 일시적으로 삭제되었다.